# Antiophlebia
Antiophlebia é um gênero de traça pertencente à família Arctiidae.